# Forskardocent
Forskardocent var en befattning på svenska universitet.
Genom ett bra betyg på doktorsavhandlingen kunde man bli förordnad som docent under sex år och sedan forskardocent under ytterligare sex år om man var framstående inom forskningen.

Det var ett problem för forskarna vars forskardocenttjänst tog slut och inte blev professorer.  Dessutom hade forskardocenterna 1961 lägre lön än laboratorerna även om arbetsuppgifterna var likartade. Därför bildades Sveriges forskardocenters förbund av landets 38 forskardocenter. 
Forskarutredningen tillsatt 1963föreslog 1966 att de extra ordinarie tjänsterna som docent skulle dras in och de extra ordinarie forskardocenterna skulle bli biträdande professorer, en anställning utan tidsbegränsning. Det skedde den 1 juli 1969 med följden av undervisningsskyldigheten ökade från 25 timmar till drygt 100 för dem som blev biträdande professorer.